# Основная теорема теории Галуа
Основная теорема теории Галуа — теорема о расширениях полей определённого вида, ключевой результат теории Галуа.
Формулировка: для конечного расширения Галуа {\displaystyle E\supset F} существует взаимно-однозначное соответствие между множеством промежуточных полей {\displaystyle K} вида {\displaystyle E\supset K\supset F} и множеством подгрупп группы Галуа данного расширения (более того, теорема явным образом задаёт это соответствие).

## Описание соответствия
Для данного конечного расширения {\displaystyle E\supset F} соответствие устроено следующим образом:
- Для любой подгруппы {\displaystyle H} группы Галуа соответствующее ей промежуточное поле, обычно обозначаемое {\displaystyle E^{H}}, — это множество тех элементов поля {\displaystyle E}, которые являются неподвижными точками каждого автоморфизма из {\displaystyle H}, с индуцированными из {\displaystyle E} операциями.
- Для любого промежуточного поля соответствующая ему подгруппа состоит из тех автоморфизмов, которые действуют тождественно на этом промежуточном поле.

Например, поле {\displaystyle E} соответствует тривиальной подгруппе, а {\displaystyle F} — всей группе (так как все автоморфизмы из группы Галуа сохраняют меньшее поле, а для любого другого элемента существует автоморфизм, действующий на нём нетривиально).

## Свойства соответствия
Данное соответствие обладает несколькими полезными свойствами. В частности, оно обращает порядок по включению: для подгрупп группы Галуа условие {\displaystyle H_{1}\subseteq H_{2}} равносильно {\displaystyle E^{H_{2}}\subseteq E^{H_{1}}}. Кроме того, поле {\displaystyle E^{H}} является нормальным расширением {\displaystyle F} (или, эквивалентно, расширением Галуа, так как каждое подрасширение сепарабельного расширения сепарабельно) тогда и только тогда, когда {\displaystyle E^{H}} — нормальная подгруппа группы Галуа. Факторгруппа по ней изоморфна группе Галуа расширения {\displaystyle E^{H}\supset F}.

## Пример

Решётка подполей и соответствующая решётка подгрупп

Рассмотрим поле {\displaystyle \mathbb {Q} ({\sqrt {2}},{\sqrt {3}})}. Каждый его элемент можно записать в виде
{\displaystyle a+b{\sqrt {2}}+c{\sqrt {3}}+d({\sqrt {2}}\cdot {\sqrt {3}}),}
где {\displaystyle a}, {\displaystyle b}, {\displaystyle c}, {\displaystyle d} — рациональные числа. Рассмотрим автоморфизмы расширения {\displaystyle \mathbb {Q} ({\sqrt {2}},{\sqrt {3}})\supset \mathbb {Q} }. Поскольку это расширение порождается {\displaystyle {\sqrt {2}}} и {\displaystyle {\sqrt {3}}}, любой автоморфизм однозначно определяется их образами. Автоморфизмы любого расширения могут только переставлять местами корни многочлена над меньшим полем, следовательно, в данном случае все возможные нетривиальные автоморфизмы — это перестановка {\displaystyle {\sqrt {2}}} и {\displaystyle -{\sqrt {2}}} (обозначим этот автоморфизм {\displaystyle f}), перестановка {\displaystyle {\sqrt {3}}} и {\displaystyle -{\sqrt {3}}} (автоморфизм {\displaystyle g}) и их композиция {\displaystyle fg}. Более точно, эти преобразования задаются следующим образом:
{\displaystyle f(a+b{\sqrt {2}}+c{\sqrt {3}}+d{\sqrt {6}})=a-b{\sqrt {2}}+c{\sqrt {3}}-d{\sqrt {6}},}
{\displaystyle g(a+b{\sqrt {2}}+c{\sqrt {3}}+d{\sqrt {6}})=a+b{\sqrt {2}}-c{\sqrt {3}}-d{\sqrt {6}}.}
Очевидно, что эти отображения действуют биективно и переводят сумму в сумму, следовательно, для проверки равенства {\displaystyle f(ab)=f(a)\cdot f(b)} достаточно проверить его на парах базисных элементов, что также тривиально. Таким образом, группа Галуа данного расширения — четверная группа Клейна:
{\displaystyle G=\{1,f,g,fg\}.}
Она имеет три нетривильные подгруппы:
- автоморфизмы из подгруппы {\displaystyle \{1,f\}} сохраняют элементы промежуточного поля {\displaystyle \mathbb {Q} ({\sqrt {3}})};
- автоморфизмы из {\displaystyle \{1,g\}} сохраняют {\displaystyle \mathbb {Q} ({\sqrt {2}})};
- автоморфизмы из {\displaystyle \{1,fg\}} сохраняют {\displaystyle \mathbb {Q} ({\sqrt {6}})}.

## Приложения
Основная теорема сводит вопрос существования промежуточных полей к вопросу о существовании подгрупп некоторой конечной группы (так как порядок группы Галуа равен размерности расширения), многие задачи теории Галуа решаются простым применением основной теоремы.
Например, вопрос о разрешимости уравнения в радикалах обычно формулируют так: можно ли выразить корни данного многочлена через его коэффициенты, используя только арифметические операции и операцию взятия корня {\displaystyle n}-й степени. На языке теории полей этот вопрос можно сформулировать так: рассмотрим поле {\displaystyle F}, порождённое коэффициентами многочлена, и поле {\displaystyle E}, полученное присоединением его корней. Спрашивается, существует ли такая цепочка промежуточных полей
{\displaystyle E=K_{n}\supset K_{n-1}\supset \ldots \supset K_{1}\supset K_{0}=F,}
что {\displaystyle K_{i+1}=K_{i}(\alpha )}, где {\displaystyle \alpha } — корень уравнения {\displaystyle x^{n}-a,\ a\in K_{i}}, причём поле {\displaystyle K_{i}} содержит все корни уравнения {\displaystyle x^{n}-1}. В этом случае можно доказать, что соответствующий ряд подгрупп группы Галуа обладает тем свойством, что факторгруппа {\displaystyle G_{i}/G_{i+1}} существует и является циклической. Группы, для которых существует хотя бы один ряд с таким свойством, называются разрешимыми, таким образом, уравнение разрешимо в радикалах тогда и только тогда, когда его группа Галуа разрешима.
Такие теории, как теория Куммера и теория полей классов, основываются на основной теореме теории Галуа.